# Fabian Wegmann

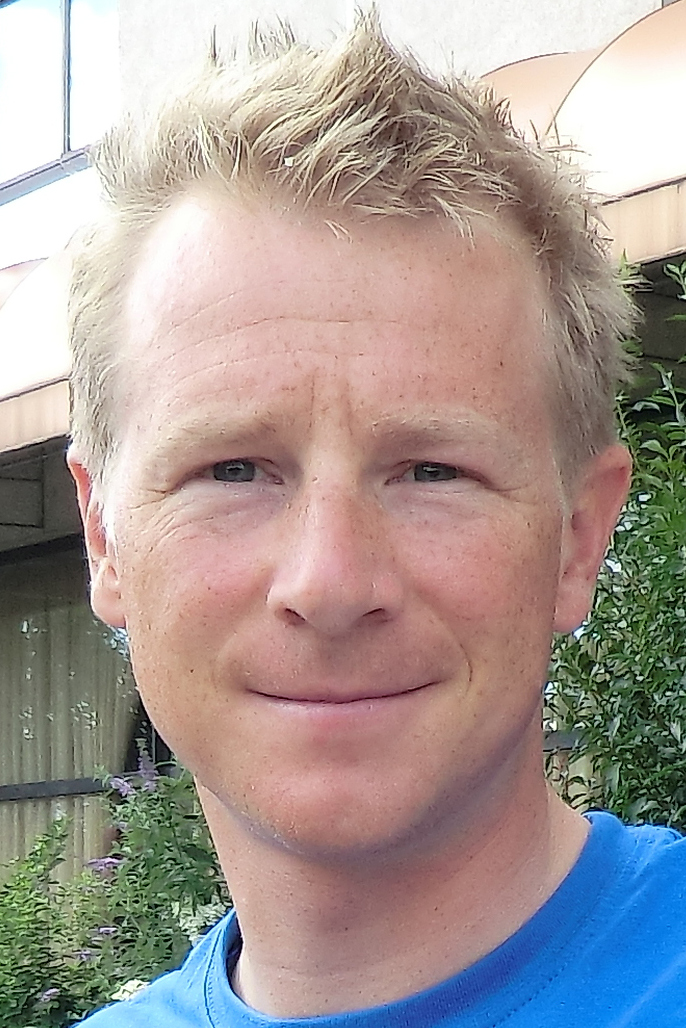
Fabian Wegmann em 2013

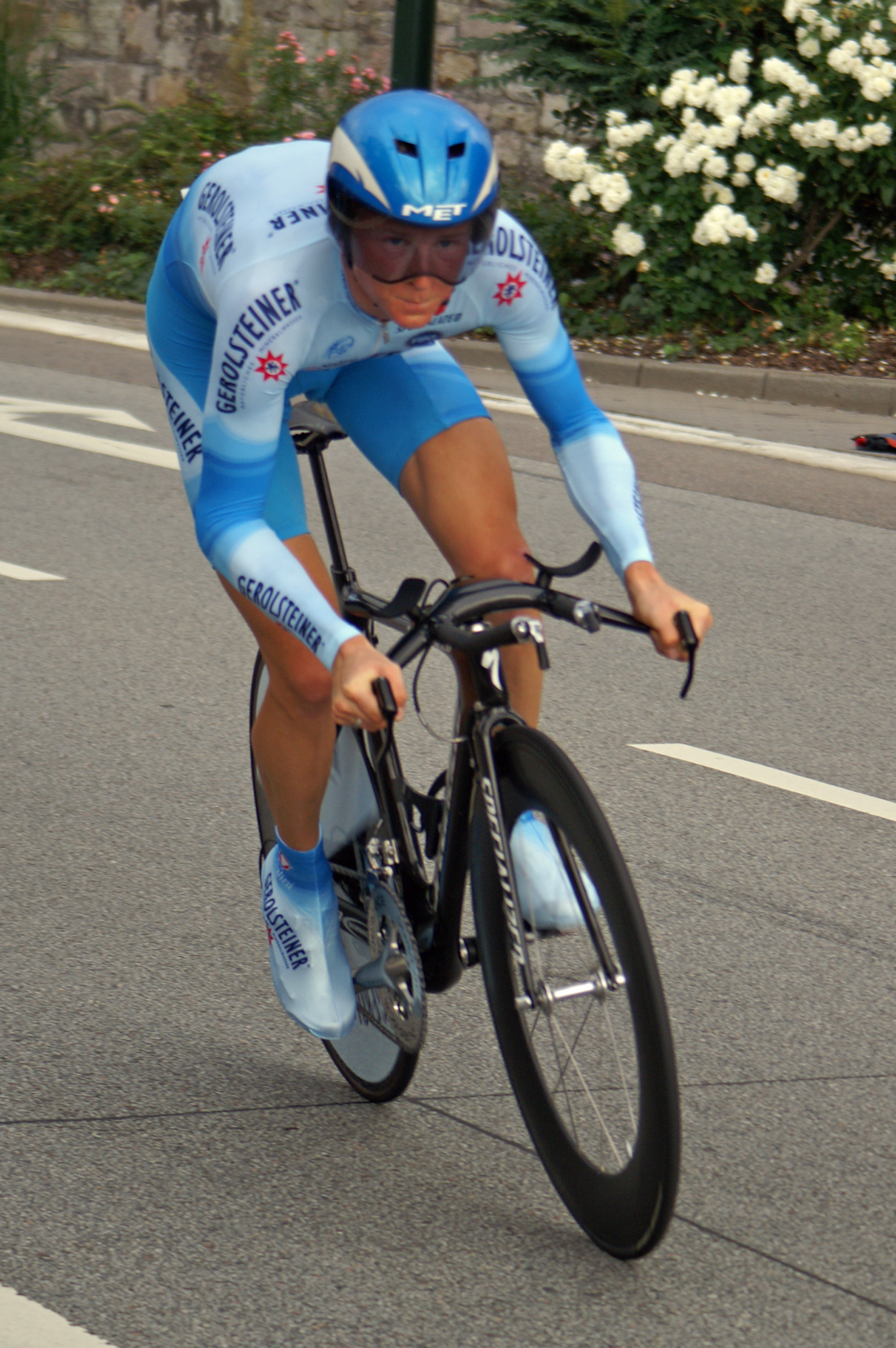
Fabian Wegmann, durante o Volta da Alemanha de 2006.

Fabian Wegmann (n. 30 de junho, 1980 em Münster) é um ciclista profissional alemão que participa em competições de ciclismo de estrada, sendo conhecido como um bom escalador.